# Women in Uniform
Women in Uniform est une chanson de 1978 enregistrée par le groupe australien Skyhooks, composée par le bassiste du groupe Greg Macainsh. Elle figure sur le quatrième album du groupe Guilty Until Proven Insane, et a atteint le top 10 des charts australiens.

## Reprise d'Iron Maiden
Singles de Iron Maiden
Sanctuary Twilight Zone
Women in Uniform est le troisième single du groupe de heavy metal britannique Iron Maiden. Le single est sorti le 27 octobre 1980 et la chanson n’a jamais été publiée sur aucun album, à l’exception de certains rares pressages des éditions britanniques et australiennes de l’album Killers (certains pressages américains avaient aussi une chanson en plus, mais c’était Twilight Zone).
C'est aussi la dernière chanson enregistrée avec le guitariste Dennis Stratton.
Women in Uniform a aussi été le premier clip du groupe dirigé par Doug Smith et filmé au Rainbow de Londres, et c’est le clip où l’on voit également pour la première fois Eddie, qui allait devenir la mascotte du groupe.
La pochette du single représente Margaret Thatcher avec un pistolet mitrailleur L2A3, s’apprêtant à attaquer Eddie. C’est en fait une plaisanterie en réponse à la pochette du single Sanctuary sur laquelle c’est Eddie qui venait d’assassiner Margaret Thatcher.
La face B du disque est un réenregistrement de la chanson Invasion qui apparaissait à la base sur The Soundhouse Tapes.

### Pistes
1. Women in Uniform (Macainsh; reprise de Skyhooks) − 3:11
2. Invasion (Steve Harris) − 2:39
3. Phantom of the Opera Live at the Marquee, Londres 1980) (Steve Harris) − 7:20

### Crédits
- Paul Di'Anno – chant
- Dave Murray – guitare
- Dennis Stratton – guitare, chœurs
- Steve Harris – guitare basse, cœurs
- Clive Burr – batterie

## Autres reprises
- The Whitlams ont eux aussi repris cette chanson en 1998 aux ARIA Awards et ont sorti un single en édition limitée l’année suivante sur lequel figuraient également les chansons High Ground et 1999.